# Пиноцитоза
Пиноцитоза (дословно значи ћелија пије) је један од облика ендоцитозе, при чему ћелија активно транспортује молекуле мање масе кроз ћелијску мембрану, након чега се оне налазе у унутрашњости ћелије у пиноцитној везикули.
Пиноцитозом ћелије најчешће узимају воду и друге мање молекуле растворене у води. За разлику од фагоцитозе није специфична за транспортовану супстанцу.

## Механизам
Пиноцитоза је активан процес и захтева енергију из АТП-а. Контракцијом контрактилних протеина клатрина, актина и миозина долази до инвагинације ћелијске мембране, и увлачења мањих молекула. Супротни крајеви удубљења се спајају и супстанца се налази у малој пиноцитној везикули у цитоплазми ћелије. Ова везикула се затим спаја са лизозомима и унета супстанца се разлаже и касније користи.